# Torneo Copa Centenario de Guatemala 2010-11
El Torneo Copa Centenario 2010 (Conocido como Copa Coca-Cola Centenario por motivos de patrocinio) fue la sexta edición del certamen. Comenzó a disputarse el 25 de agosto de 2010 y finalizó el 6 de abril de 2011, la disputaron equipos de Segunda División, Primera División y Liga Nacional.
Como novedad cabe destacar la participación de la selección Sub-20 de Guatemala en esta edición.
El campeón de esta edición fue el club Xelajú MC tras derrotar al Deportivo Petapa en la final a doble partido, por un marcador global de tres goles a uno.

## Sistema de competición
En la primera ronda habrá ocho grupos de seis equipos cada uno, en donde jugarán todos contra todos, a una sola vuelta, por lo que se harán sorteos para decidir los enfrentamientos y quienes jugarán de locales. De los ocho grupos, clasifican los dos primeros de cada uno para la siguiente ronda.
En la siguiente ronda, 8avos de final, quienes jugarán estilo Copa con eliminación directa, hasta llegar a la final.
Participarán 48 equipos proviniendo de la siguiente manera:
12 equipos de la Liga Nacional
| - CSD Municipal - CSD Comunicaciones - Universidad de San Carlos - Heredia Jaguares - Xelajú Mario Camposeco - Peñarol La Mesilla | - Deportivo Malacateco - Deportivo Marquense - Deportivo Suchitepéquez - Deportivo Mictlán - Deportivo Xinabajul - Juventud Retalteca |

20 equipos de la Primera División, 
| - Deportivo San Pedro - Deportivo Coatepeque - Deportivo La Gomera - Deportivo Mixco - CSD Nueva Concepción - Deportivo Puerto de San José - CSD Escuintleca - Coban Imperial - Club Aurora FC - Deportivo Sacachispas | - Deportivo Zacapa - Deportivo Jalapa - Deportivo Petapa - Petén FC - Deportivo Teculután - Deportivo Carchá - Club Iztapa - Deportivo Achuapa - Deportivo Maria Linda - Deportivo Guastatoya |

15 equipos de la Segunda División y la Selección Sub-20 de Guatemala como preparación
| - Juventud Moralense - Deportivo Poptún FC - Deportivo Obrero - Jaguares Cotzumalguapa - Deportivo Santa Catarina Mita - Deportivo Santa Lucía Milpas Altas - Deportivo Barcenas Villa Nueva - Deportivo Amatitlán | - Juventud Culquense - Deportivo San Carlos - Deportivo Siquinala - Deportivo Sanarate - Deportivo Sansare - Antigua GFC - América FC Chimaltenango - Selección Sub-20 de Guatemala (Preparación para eliminatoria Mundialista de la Categoría) |

## Primera fase

### Grupo A
| Equipo             | Pts | PJ | PG | PE | PP | GF | GC | Dif |
| ------------------ | --- | -- | -- | -- | -- | -- | -- | --- |
| Xelajú MC          | 13  | 5  | 4  | 1  | 0  | 16 | 1  | +15 |
| Juvenil Cuilquense | 8   | 5  | 2  | 2  | 1  | 5  | 7  | -2  |
| Xinabajul          | 5   | 5  | 0  | 5  | 0  | 1  | 1  | 0   |
| Marquense          | 5   | 5  | 1  | 2  | 2  | 5  | 6  | -1  |
| San Pedro          | 3   | 4  | 0  | 3  | 1  | 2  | 3  | -1  |
| Peñarol La Mesilla | 1   | 4  | 0  | 1  | 3  | 0  | 11 | -11 |

### Grupo B
| Equipo                 | Pts | PJ | PG | PE | PP | GF | GC | Dif |
| ---------------------- | --- | -- | -- | -- | -- | -- | -- | --- |
| María Linda            | 12  | 4  | 4  | 0  | 0  | 9  | 1  | +8  |
| Jaguares Cotzumalguapa | 9   | 4  | 3  | 0  | 1  | 4  | 2  | +2  |
| Juventud Retalteca     | 6   | 5  | 2  | 0  | 3  | 7  | 7  | 0   |
| Deportivo Coatepeque   | 6   | 5  | 2  | 0  | 3  | 8  | 9  | -1  |
| Malacateco             | 4   | 5  | 1  | 1  | 3  | 5  | 9  | -4  |
| Nuevo San Carlos       | 4   | 5  | 1  | 1  | 3  | 5  | 10 | -5  |

### Grupo C
| Equipo                   | Pts | PJ | PG | PE | PP | GF | GC | Dif |
| ------------------------ | --- | -- | -- | -- | -- | -- | -- | --- |
| Suchitepéquez            | 12  | 5  | 4  | 0  | 1  | 18 | 4  | +14 |
| Nueva Concepción         | 12  | 5  | 4  | 0  | 1  | 11 | 7  | +4  |
| La Gomera                | 9   | 5  | 3  | 0  | 2  | 9  | 5  | +4  |
| Siquinalá                | 6   | 5  | 2  | 0  | 3  | 7  | 17 | -10 |
| Obero                    | 3   | 5  | 1  | 0  | 4  | 3  | 8  | -5  |
| Santa Lucía Milpas Altas | 3   | 5  | 1  | 0  | 4  | 6  | 13 | -7  |

### Grupo D
| Equipo               | Pts | PJ | PG | PE | PP | GF | GC | Dif |
| -------------------- | --- | -- | -- | -- | -- | -- | -- | --- |
| Aurora               | 13  | 5  | 4  | 1  | 0  | 9  | 1  | +8  |
| Mixco                | 11  | 5  | 3  | 2  | 0  | 8  | 4  | +4  |
| Municipal            | 10  | 5  | 3  | 1  | 1  | 7  | 4  | +3  |
| Barcenás             | 4   | 5  | 1  | 1  | 3  | 5  | 9  | -4  |
| Deportivo Guastatoya | 2   | 5  | 0  | 2  | 3  | 3  | 7  | -4  |
| Amatitlán            | 1   | 5  | 0  | 1  | 4  | 4  | 11 | -7  |

### Grupo E
| Equipo                   | Pts | PJ | PG | PE | PP | GF | GC | Dif |
| ------------------------ | --- | -- | -- | -- | -- | -- | -- | --- |
| Iztapa                   | 11  | 5  | 3  | 2  | 0  | 7  | 2  | +5  |
| Petapa                   | 11  | 5  | 3  | 2  | 0  | 6  | 1  | +5  |
| Juventud Escuintleca     | 8   | 5  | 2  | 2  | 1  | 8  | 4  | +4  |
| América de Chimaltenango | 6   | 5  | 1  | 3  | 1  | 8  | 7  | +1  |
| Puerto San José          | 2   | 5  | 0  | 2  | 3  | 3  | 9  | -6  |
| Universidad SC           | 1   | 5  | 0  | 1  | 4  | 1  | 10 | -9  |

### Grupo F
| Equipo                        | Pts | PJ | PG | PE | PP | GF | GC | Dif |
| ----------------------------- | --- | -- | -- | -- | -- | -- | -- | --- |
| Sanarate                      | 13  | 5  | 4  | 1  | 0  | 9  | 3  | +6  |
| Coban Imperial                | 10  | 5  | 3  | 1  | 1  | 15 | 6  | +9  |
| Comunicaciones                | 10  | 5  | 3  | 1  | 1  | 14 | 5  | +9  |
| Antigua GFC                   | 5   | 5  | 1  | 2  | 2  | 6  | 9  | -3  |
| Selección Sub-20 de Guatemala | 4   | 5  | 1  | 1  | 3  | 7  | 9  | -2  |
| Deportivo Carchá              | 0   | 5  | 0  | 0  | 5  | 2  | 21 | -19 |

### Grupo G
| Equipo              | Pts | PJ | PG | PE | PP | GF | GC | Dif |
| ------------------- | --- | -- | -- | -- | -- | -- | -- | --- |
| Deportivo Achuapa   | 10  | 5  | 3  | 1  | 1  | 10 | 4  | +6  |
| Deportivo Mictlán   | 9   | 5  | 2  | 3  | 0  | 8  | 3  | +5  |
| Deportivo Jalapa    | 9   | 5  | 3  | 0  | 2  | 8  | 9  | -1  |
| Sansare             | 5   | 5  | 1  | 2  | 2  | 6  | 10 | -4  |
| Sacachispas         | 4   | 5  | 1  | 1  | 3  | 9  | 12 | -3  |
| Santa Catarina Mita | 4   | 5  | 1  | 1  | 3  | 8  | 11 | -3  |

### Grupo H
| Equipo              | Pts | PJ | PG | PE | PP | GF | GC | Dif |
| ------------------- | --- | -- | -- | -- | -- | -- | -- | --- |
| Heredia Jaguares    | 11  | 5  | 3  | 2  | 0  | 8  | 4  | +4  |
| Juventud Moralense  | 9   | 5  | 3  | 0  | 2  | 10 | 9  | +1  |
| Deportivo Zacapa    | 8   | 5  | 2  | 2  | 1  | 10 | 5  | +5  |
| Petén FC            | 5   | 5  | 1  | 2  | 2  | 7  | 7  | 0   |
| Poptún FC           | 4   | 5  | '0 | 4  | 1  | 7  | 9  | -2  |
| Deportivo Teculután | 2   | 5  | 0  | 2  | 3  | 5  | 13 | -8  |

## Fase final
|  | Octavos de final                             | Octavos de final                             | Octavos de final                             |                   |   | Cuartos de final                         | Cuartos de final                         | Cuartos de final                         |  |  | Semifinales                            | Semifinales                            | Semifinales                            |  |  | Final                                  | Final                                  | Final                                  |
|  | 20 de octubre de 2010 3 de noviembre de 2010 | 20 de octubre de 2010 3 de noviembre de 2010 | 20 de octubre de 2010 3 de noviembre de 2010 |                   |   | 19 de enero de 2011 9 de febrero de 2011 | 19 de enero de 2011 9 de febrero de 2011 | 19 de enero de 2011 9 de febrero de 2011 |  |  | 2 de marzo de 2011 16 de marzo de 2011 | 2 de marzo de 2011 16 de marzo de 2011 | 2 de marzo de 2011 16 de marzo de 2011 |  |  | 30 de marzo de 2011 6 de abril de 2011 | 30 de marzo de 2011 6 de abril de 2011 | 30 de marzo de 2011 6 de abril de 2011 |
|  |                                              |                                              |                                              |                   |   |                                          |                                          |                                          |  |  |                                        |                                        |                                        |  |  |                                        |                                        |                                        |
|  |                                              |                                              |                                              |                   |   |                                          |                                          |                                          |  |  |                                        |                                        |                                        |  |  |                                        |                                        |                                        |
|  |                                              |                                              |                                              |                   |   |                                          |                                          |                                          |  |  |                                        |                                        |                                        |  |  |                                        |                                        |                                        |
|  | Xelajú MC                                    | 3                                            | 5                                            |                   |   |                                          |                                          |                                          |  |  |                                        |                                        |                                        |  |  |                                        |                                        |                                        |
|  | Xelajú MC                                    | 3                                            | 5                                            |                   |   |                                          |                                          |                                          |  |  |                                        |                                        |                                        |  |  |                                        |                                        |                                        |
|  | Jaguares Cotzumalguapa                       | 4                                            | 0                                            |                   |   |                                          |                                          |                                          |  |  |                                        |                                        |                                        |  |  |                                        |                                        |                                        |
|  | Jaguares Cotzumalguapa                       | 4                                            | 0                                            | Xelajú MC         | 1 | 1                                        |                                          |                                          |  |  |                                        |                                        |                                        |  |  |                                        |                                        |                                        |
|  |                                              |                                              |                                              |                   | 1 | 1                                        |                                          |                                          |  |  |                                        |                                        |                                        |  |  |                                        |                                        |                                        |
|  |                                              | María Linda                                  | 0                                            | 0                 |   |                                          |                                          |                                          |  |  |                                        |                                        |                                        |  |  |                                        |                                        |                                        |
|  | María Linda                                  | María Linda                                  | 0                                            | 0                 | 1 | 6                                        |                                          |                                          |  |  |                                        |                                        |                                        |  |  |                                        |                                        |                                        |
|  | María Linda                                  |                                              |                                              |                   | 1 | 6                                        |                                          |                                          |  |  |                                        |                                        |                                        |  |  |                                        |                                        |                                        |
|  | Juventud Cuilquense                          | 1                                            | 1                                            |                   |   |                                          |                                          |                                          |  |  |                                        |                                        |                                        |  |  |                                        |                                        |                                        |
|  | Juventud Cuilquense                          | 1                                            | 1                                            | Xelajú MC         | 2 | 1                                        |                                          |                                          |  |  |                                        |                                        |                                        |  |  |                                        |                                        |                                        |
|  |                                              |                                              |                                              |                   | 2 | 1                                        |                                          |                                          |  |  |                                        |                                        |                                        |  |  |                                        |                                        |                                        |
|  |                                              | Suchitepéquez                                | 1                                            | 1                 |   |                                          |                                          |                                          |  |  |                                        |                                        |                                        |  |  |                                        |                                        |                                        |
|  | Suchitepéquez                                | Suchitepéquez                                | 1                                            | 1                 | 1 | 1                                        |                                          |                                          |  |  |                                        |                                        |                                        |  |  |                                        |                                        |                                        |
|  | Suchitepéquez                                |                                              |                                              |                   | 1 | 1                                        |                                          |                                          |  |  |                                        |                                        |                                        |  |  |                                        |                                        |                                        |
|  | Mixco                                        | 0                                            | 1                                            |                   |   |                                          |                                          |                                          |  |  |                                        |                                        |                                        |  |  |                                        |                                        |                                        |
|  | Mixco                                        | 0                                            | 1                                            | Suchitepéquez (V) | 1 | 2                                        |                                          |                                          |  |  |                                        |                                        |                                        |  |  |                                        |                                        |                                        |
|  |                                              |                                              |                                              |                   | 1 | 2                                        |                                          |                                          |  |  |                                        |                                        |                                        |  |  |                                        |                                        |                                        |
|  |                                              | Aurora                                       | 3                                            | 0                 |   |                                          |                                          |                                          |  |  |                                        |                                        |                                        |  |  |                                        |                                        |                                        |
|  | Aurora                                       | Aurora                                       | 3                                            | 0                 | 2 | 1                                        |                                          |                                          |  |  |                                        |                                        |                                        |  |  |                                        |                                        |                                        |
|  | Aurora                                       |                                              |                                              |                   | 2 | 1                                        |                                          |                                          |  |  |                                        |                                        |                                        |  |  |                                        |                                        |                                        |
|  | Concepción                                   | 0                                            | 2                                            |                   |   |                                          |                                          |                                          |  |  |                                        |                                        |                                        |  |  |                                        |                                        |                                        |
|  | Concepción                                   | 0                                            | 2                                            | Xelajú MC         | 1 | 2                                        |                                          |                                          |  |  |                                        |                                        |                                        |  |  |                                        |                                        |                                        |
|  |                                              |                                              |                                              |                   | 1 | 2                                        |                                          |                                          |  |  |                                        |                                        |                                        |  |  |                                        |                                        |                                        |
|  |                                              | Deportivo Petapa                             | 1                                            | 0                 |   |                                          |                                          |                                          |  |  |                                        |                                        |                                        |  |  |                                        |                                        |                                        |
|  | Iztapa                                       | Deportivo Petapa                             | 1                                            | 0                 | 0 | 0                                        |                                          |                                          |  |  |                                        |                                        |                                        |  |  |                                        |                                        |                                        |
|  | Iztapa                                       |                                              |                                              |                   | 0 | 0                                        |                                          |                                          |  |  |                                        |                                        |                                        |  |  |                                        |                                        |                                        |
|  | Coban Imperial                               | 4                                            | 0                                            |                   |   |                                          |                                          |                                          |  |  |                                        |                                        |                                        |  |  |                                        |                                        |                                        |
|  | Coban Imperial                               | 4                                            | 0                                            | Coban Imperial    | 0 | 0                                        |                                          |                                          |  |  |                                        |                                        |                                        |  |  |                                        |                                        |                                        |
|  |                                              |                                              |                                              |                   | 0 | 0                                        |                                          |                                          |  |  |                                        |                                        |                                        |  |  |                                        |                                        |                                        |
|  |                                              | Deportivo Petapa (V)                         | 1                                            | 0                 |   |                                          |                                          |                                          |  |  |                                        |                                        |                                        |  |  |                                        |                                        |                                        |
|  | Sanarate                                     | Deportivo Petapa (V)                         | 1                                            | 0                 | 2 | 0                                        |                                          |                                          |  |  |                                        |                                        |                                        |  |  |                                        |                                        |                                        |
|  | Sanarate                                     |                                              |                                              |                   | 2 | 0                                        |                                          |                                          |  |  |                                        |                                        |                                        |  |  |                                        |                                        |                                        |
|  | Petapa                                       | 2                                            | 4                                            |                   |   |                                          |                                          |                                          |  |  |                                        |                                        |                                        |  |  |                                        |                                        |                                        |
|  | Petapa                                       | 2                                            | 4                                            | Deportivo Petapa  | 1 | 1                                        |                                          |                                          |  |  |                                        |                                        |                                        |  |  |                                        |                                        |                                        |
|  |                                              |                                              |                                              |                   | 1 | 1                                        |                                          |                                          |  |  |                                        |                                        |                                        |  |  |                                        |                                        |                                        |
|  |                                              | Deportivo Achuapa                            | 1                                            | 0                 |   |                                          |                                          |                                          |  |  |                                        |                                        |                                        |  |  |                                        |                                        |                                        |
|  | Deportivo Achuapa                            | Deportivo Achuapa                            | 1                                            | 0                 | 3 | 2                                        |                                          |                                          |  |  |                                        |                                        |                                        |  |  |                                        |                                        |                                        |
|  | Deportivo Achuapa                            |                                              |                                              |                   | 3 | 2                                        |                                          |                                          |  |  |                                        |                                        |                                        |  |  |                                        |                                        |                                        |
|  | Juventud Moralense                           | 2                                            | 1                                            |                   |   |                                          |                                          |                                          |  |  |                                        |                                        |                                        |  |  |                                        |                                        |                                        |
|  | Juventud Moralense                           | 2                                            | 1                                            | Deportivo Achuapa | 1 | 1                                        |                                          |                                          |  |  |                                        |                                        |                                        |  |  |                                        |                                        |                                        |
|  |                                              |                                              |                                              |                   | 1 | 1                                        |                                          |                                          |  |  |                                        |                                        |                                        |  |  |                                        |                                        |                                        |
|  |                                              | Heredia Jaguares                             | 0                                            | 1                 |   |                                          |                                          |                                          |  |  |                                        |                                        |                                        |  |  |                                        |                                        |                                        |
|  | Heredia Jaguares                             | Heredia Jaguares                             | 0                                            | 1                 | 0 | 5                                        |                                          |                                          |  |  |                                        |                                        |                                        |  |  |                                        |                                        |                                        |
|  | Heredia Jaguares                             |                                              |                                              |                   | 0 | 5                                        |                                          |                                          |  |  |                                        |                                        |                                        |  |  |                                        |                                        |                                        |
|  | Mictlán                                      | 0                                            | 0                                            |                   |   |                                          |                                          |                                          |  |  |                                        |                                        |                                        |  |  |                                        |                                        |                                        |

### Xelajú MC - Jaguares Cotzumalguapa
| 20 de octubre de 2010 | Jaguares Cotzumalguapa                                                            | 4-3 | Xelajú MC                                                 | Ricardo Muñoz Gálvez, Santa Lucía Cotzumalguapa |  |
|                       | Julio Moreira 2' · Elvis Palencia 21' · Herson Marroquín 49' · Melbin Estrada 57' |     | Manuel Soto 36' · Marco Tulio Ciani 38' · Osmar López 68' |                                                 |  |

| 3 de noviembre de 2010 | Xelajú MC                                                                  | 5-0 | Jaguares Cotzumalguapa | Mario Camposeco, Quetzaltenango |  |
|                        | Marti Portillo 17' · Néstor Jucup 61' · Luis Ramos 68' · Marco Tulio Ciani |     |                        |                                 |  |

### María Linda - Juventud Cuilquense
| 20 de octubre de 2010 | Juventud Cuilquense | 1-1 | María Linda |  |  |

| 3 de noviembre de 2010 | María Linda                                                                         | 6-1 | Juventud Cuilquense | Estadio Santa Lucía, Escuintla |                              |
|                        | Miguel León 20' · Jimmy Herrera 33' 42' 55' · Víctor Muñoz 40' · Eddy Requena 68' p |     | Óscar Cabrera 80'   | Asistencia: 100 espectadores   | Asistencia: 100 espectadores |

### Suchitepéquez - Mixco
| 20 de octubre de 2010 | Deportivo Mixco | 0-1 | Deportivo Suchitepéquez | San Miguel Dueñas, Sacatepéquez |  |

| 3 de noviembre de 2010 | Deportivo Suchitepéquez | 1-1 | Deportivo Mixco | Estadio Carlos Salazar Hijo, Mazatenango |  |

### Aurora - Nueva Concepción
| 20 de octubre de 2010 | Aurora FC                           | 2-0 | Nueva Concepción | Estadio del Ejército, Ciudad de Guatemala |  |
|                       | Luis Juárez 89' · Marco Recinos 95' |     |                  |                                           |  |

| 3 de noviembre de 2010 | Nueva Concepción | 2-1 | Aurora FC | Estadio Municipal de Nueva Concepción, Escuintla |  |

### Iztapa - Coban Imperial
| 20 de octubre de 2010 | Deportivo Iztapa | 0-4 | Cobán Imperial | Estadio Municipal Morón, Escuintla |  |

| 3 de noviembre de 2010 | Cobán Imperial | 0-0 | Deportivo Iztapa | Estadio José Ángel Rossi, Alta Verapaz |  |

### Sanarate - Petapa
| 20 de octubre de 2010 | Deportivo Sanarate | 2-2 | Deportivo Petapa                    | Municipal de Sanarate, El Progreso |  |
|                       | 20' · 43' p        |     | Jorge López 55' p · Mafre Icute 65' |                                    |  |

| 3 de noviembre de 2010 | Deportivo Petapa | 4-0 | Deportivo Sanarate | Estadio Julio A. Cobar, Ciudad de Guatemala |  |

### Deportivo Achuapa - Juventud Moralense
| 20 de octubre de 2010 | Juventud Moralense | 2-3 | Deportivo Achuapa |  |  |

| 3 de noviembre de 2010 | Deportivo Achuapa                     | 2-1 | Juventud Moralense | Estadio Manuel Ariza, El Progreso, Jutiapa |  |
|                        | Gabriel Navas 40' p · Odvin Cerna 75' |     | Darío Samayoa 55'  |                                            |  |

### Heredia JDP - Mictlán
| 20 de octubre de 2010 | Deportivo Mictlán | 0-0 | Heredia Jaguares | Estadio La Asunción, Jutiapa |  |

| 3 de noviembre de 2010 | Heredia Jaguares | 5-0 | Deportivo Mictlán | Estadio Julián Tesucún, Petén |  |

### Xelajú MC - Deportivo María Linda
| 19 de enero de 2011 | María Linda | 0-1 | Xelajú MC      | Estadio Sacramento de León, San Marcos, Guatemala |  |
|                     |             |     | Minor López 4' |                                                   |  |

| 9 de febrero de 2011 | Xelajú MC       | 1-0 | María Linda | Estadio Mario Camposeco, Quetzaltenango |  |
|                      | Osmar López 61' |     |             |                                         |  |

### Deportivo Suchitepéquez - Aurora FC
| 19 de enero de 2011 | Aurora FC                                         | 3-1 | Deportivo Suchitepéquez | Estadio del Ejército, Ciudad de Guatemala |  |
|                     | Musashi Barillas 20' 33' · Franklin Marroquín 72' |     | Wilber Caal 27'         |                                           |  |

| 9 de febrero de 2011 | Deportivo Suchitepéquez | 2-0 | Aurora FC | Estadio Carlos Salazar Hijo, Mazatenango |  |
|                      | Óscar Estrada 12' 22'   |     |           |                                          |  |

### Cobán Imperial - Deportivo Petapa
| 19 de enero de 2011 | Coban Imperial | 0-1 | Deportivo Petapa     | Estadio José Ángel Rossi, Cobán |  |
|                     |                |     | Sergio Marroquín 69' |                                 |  |

| 9 de febrero de 2011 | Deportivo Petapa | 0-0 | Coban Imperial | Estadio Julio A. Cobar, Ciudad de Guatemala |  |

### Deportivo Achuapa - Heredia Jagures
| 19 de enero de 2011 | Deportivo Achuapa | 1-0 | Heredia Jaguares | Estadio Manuel Ariza, El Progreso, Jutiapa |  |
|                     | Gabriel Navas 61' |     |                  |                                            |  |

| 9 de febrero de 2011 | Heredia Jaguares | 1-1 | Deportivo Achuapa     | Estadio Julián Tesucún, San José |  |
|                      | Elio Ramírez 86' |     | Emerson García 23' P. |                                  |  |

### Xelajú MC - Deportivo Suchitepéquez
| 2 de marzo de 2011 | Xelajú MC                           | 2-1 | Deportivo Suchitepéquez | Estadio Mario Camposeco, Quetzaltenango |                                |
|                    | Osmar López 21' · Denis Rosales 45' |     | Jaime Vega 76'          | Árbitro(s): Juan Carlos Guerra          | Árbitro(s): Juan Carlos Guerra |

| 16 de marzo de 2011 | Deportivo Suchitepéquez | 1-1 | Xelajú MC       | Estadio Carlos Salazar Hijo, Mazatenango |                           |
|                     | Luis Hidalgo 1'         |     | Osmar López 37' | Árbitro(s): Freddy Campos                | Árbitro(s): Freddy Campos |

### Deportivo Petapa - Deportivo Achuapa
| 2 de marzo de 2011 | Deportivo Achuapa | 1-1 | Deportivo Petapa   | Estadio Manuel Ariza, El Progreso, Jutiapa |                          |
|                    | Luis González 43' |     | Rubén Esquivel 12' | Árbitro(s): David España                   | Árbitro(s): David España |

| 16 de marzo de 2011 | Deportivo Petapa | 1-0 | Deportivo Achuapa | Estadio Julio A. Cobar, Ciudad de Guatemala |                           |
|                     | Mafre Icuté 59'  |     |                   | Árbitro(s): Gerardo Reyna                   | Árbitro(s): Gerardo Reyna |

## Final
| 30 de marzo de 2011 | Deportivo Petapa   | 1-1 | Xelajú MC        | Estadio Julio A. Cobar, Ciudad de Guatemala |                              |
|                     | Rubén Esquivel 50' |     | Josué Pelicó 31' | Árbitro(s): Jonathan Polanco                | Árbitro(s): Jonathan Polanco |

| 6 de abril de 2011 | Xelajú MC                               | 2-0 | Deportivo Petapa | Estadio Mario Camposeco, Quetzaltenango |                           |
|                    | Jhonny Girón 94' · Carlos Figueroa 112' |     |                  | Árbitro(s): Mario Escobar               | Árbitro(s): Mario Escobar |